# Владко Панайотов
Владко Тодоров Панайотов е български политик от ДПС, професор в Минно-геоложкия университет в София, член е на Съюза на учените и Съюза на химиците в България, и на комисията на Висшата атестационна комисия (ВАК) по архитектурни, строителни и минни науки.
Завършил е Химико-технологичния университет „Менделеев“ в Москва със специалност „Химическа кибернетика“. Бил е заместник-директор и директор на „Инженерно-внедрителска дейност“ в Минно-обогатителния комбинат „Горубсо“, Мадан и директор на съвместен научно-внедрителски център между предприятието и Висшия минно-геоложки институт от 1984 до 1991. По това време в „Горубсо“ под негово ръководство са внедрени 11 технологии.
През 1993 става директор на Полувисшия институт по минно дело и металургия в Кърджали.
Владее английски, испански и руски език.